# Kai (EP)
Pour les articles homonymes, voir Kai.
Albums de Kai
Peaches
(2021)
Singles
1. Mmmh
Sortie : 30 novembre 2020

Kai (stylisé KAI (开)) est le premier EP de l'artiste Kai, un des membres du boys band sud-coréano-chinois EXO, il est sorti le 30 novembre 2020 sous SM Entertainment et distribué par Dreamus Company Korea.

## Contexte et sortie
Le 26 janvier 2020, interviewé par gogoboi sur Weibo, Kai a révélé qu'il allait faire ses débuts solo cette année. Début juillet, SM Entertainment a confirmé que le chanteur préparait actuellement son album solo. Le 10 novembre, le nom du mini-album et sa date de sortie ont été révélés, l'EP s'intitule KAI (开) et sortira le 30 novembre. Du 19 au 28 novembre, des images et vidéos teasers sont régulièrement postées. Parmi ces vidéos, il y a un premier teaser du clip sorti le 26 novembre ainsi qu'un medley des chansons figurant sur l'album sous le titre "Film : Kai", sorti le lendemain. Le 19 novembre, il a été révélé que la chanson titre serait "음 (Mmmh)".

## Chansons
Toutes les chansons qui figurent dans ce mini-album sont des chansons de style R&B.
"음 (Mmmh)" est un titre avec une mélodie simple mais addictive sur une piste minimaliste, elle est également décrite comme une chanson d'amour charmante et directe, dont les paroles parlent d'une personne ressentant directement de l'attraction pour une personne qu'il a rencontré pour la première fois.
"Nothing On Me" est une chanson avec un groove de basse lourd, il dépeint le moment où le protagoniste s'enivrait par l'odeur de l'autre personne alors qu'il se rapproche d'eux.
"기억상실 (Amnesia)" est une piste avec des grooves et une mélodie attractives. Le moment où le protagoniste tombe amoureux et oublie tous les souvenirs du passé, il veut seulement remplir les souvenirs avec la partenaire actuelle.
"Reason" est une chanson avec une basse lourde addictive (808), et les paroles sont intrigantes à propos de la recherche des unes et des autres, puis finissent par devenir fascinées les unes les autres.
"Ride Or Die" est un titre qui incorpore un son de guitare oriental et une atmosphère de rêve. Les paroles parlent de sortir de sa zone de confort pour profiter de la vie. 
"Hello Stranger" est une chanson qui se démarque avec un son de guitare lyrique, les paroles décrivent une situation dans laquelle une personne ressent un sentiment de sympathie envers un étranger.

## Promotion
Le jour de la sortie du mini-album, Kai a tenu une conférence de presse qui a été animé par Baekhyun. Il a par ailleurs tenu un direct qui a été retransmis sur V Live, une heure avant la sortie de l'EP. Les 30 novembre, 1er, 2 décembre, il a participé à des émissions de radio. Le 4 décembre, il a commencé à interpréter le single principal dans les émissions musicales sud-coréennes.

## Accueil

### Succès commercial
Au lendemain de sa sortie, il a été révélé que le mini-album avait pris la première place du Top Albums Charts de iTunes dans 54 pays différents depuis sa sortie. L'EP figure également en tête des classements d'albums physique en Chine sur QQ Music et KuGou Music et Kuwo Music.

## Liste des titres
| KAI (开) | KAI (开)           | KAI (开)      | KAI (开)                                                                      | KAI (开) | KAI (开) | KAI (开) | KAI (开) | KAI (开) | KAI (开) |
| No       | Titre              | Auteur        | Producteur(s)                                                                 | Durée    |          |          |          |          |          |
| -------- | ------------------ | ------------- | ----------------------------------------------------------------------------- | -------- | -------- | -------- | -------- | -------- | -------- |
| 1.       | 음 (Mmmh)          | jane, JUNNY   | Keelah Jacobsen, Cameron Jai, JUNNY, jane                                     | 3:12     |          |          |          |          |          |
| 2.       | Nothing On Me      | Hwang Yoo-bin | Jake Torrey, Michael Matosic, Luke Niccoli                                    | 2:40     |          |          |          |          |          |
| 3.       | 기억상실 (Amnesia) | Lee Su-ran    | Joe Thibodeau, Bryant Thompson, Bal Rian                                      | 2:58     |          |          |          |          |          |
| 4.       | Reason             | Jo Yoon-kyung | Mike Daley, Mitchell Owens, Michael Jiminez                                   | 2:53     |          |          |          |          |          |
| 5.       | Ride Or Die        | Kim Yeon-seo  | Cha Cha Malone, David Yungin Kim, Chucky Kim, Singing Beetle, Adrian McKinnon | 3:20     |          |          |          |          |          |
| 6.       | Hello Stranger     | Hwang Yoo-bin | Rob Grimaldi, Theron Thomas, Ivory Scott                                      | 2:48     |          |          |          |          |          |
| 17:51    |                    |               |                                                                               |          |          |          |          |          |          |

## Classements

### Classements hebdomadaires
| Classements                       | Meilleure position |
| --------------------------------- | ------------------ |
| South Korea (Gaon)                | 3                  |
| US World Albums (Billboard)       | 11                 |
| US Heatseekers Albums (Billboard) | 7                  |
| UK Digital Albums (OCC)           | 23                 |
| Japanese Albums (Oricon)          | 11                 |

## Ventes
| Pays               | Ventes  |
| ------------------ | ------- |
| South Korea (Gaon) | 359 563 |
| China (DL)         | 97 290  |

## Certification
| Pays               | Certification | Unités certifiés / Ventes |
| ------------------ | ------------- | ------------------------- |
| South Korea (Gaon) | Platine       | 250 000                   |

## Historique de sortie
| Pays         | Date             | Format                   | Label                                   |
| ------------ | ---------------- | ------------------------ | --------------------------------------- |
| Corée du Sud | 30 novembre 2020 | CD, Téléchargement légal | SM Entertainment, Dreamus Company Korea |
| Monde entier | 30 novembre 2020 | CD,Téléchargement légal  | SM Entertainment                        |